# Imogen Ayris
Imogen Ayris (Auckland, 12 dicembre 2000) è un'astista neozelandese.

## Biografia
Pratica l'atletica leggera dall'età di sei anni e inizia a cimentarsi nel salto con l'asta a tredici anni. Nel 2016 diventa la più giovane atleta neozelandese ad aver superato l'asticella oltre i 4 metri di altezza. Nel 2018 riesce a conquistare il titolo di campionessa neozelandese nel salto con l'asta sia under 20 sia assoluta. Lo stesso anno partecipa ai campionati mondiali under 20 di Tampere, dove però non riesce ad accedere alla finale.
Nel 2019 prende parte ai campionati oceaniani di Townsville, dove si classifica quarta a livello assoluto e prima per la categoria under 20. A distanza di dieci giorni torna in pedana all'Universiade di Napoli, dove ottiene la decima posizione in classifica.
Dopo aver vestito ancora due volte la maglia di campionessa nazionale assoluta del salto con l'asta nel 2020 e 2021, ai campionati oceaniani di Mackay 2022 conquista la medaglia d'argento nel salto con l'asta e lo stesso anno si aggiudica anche la medaglia di bronzo ai Giochi del Commonwealth di Birmingham.
Nel 2023 partecipa ai campionati mondiali di Budapest, fermandosi ai turnii di qualificazione, mentre nel 2024 si classifica dodicesima ai Giochi olimpici di Parigi.

## Progressione

### Salto con l'asta
| Stagione | Misura | Luogo      | Data       | Rank. Mond. |
| -------- | ------ | ---------- | ---------- | ----------- |
| 2024     | 4,60 m | Parigi     | 7-8-2024   | 32ª         |
| 2023     | 4,54 m | Beckum     | 10-9-2023  | 42ª         |
| 2022     | 4,45 m | Hastings   | 19-1-2022  | 62ª         |
| 2022     | 4,45 m | Birmingham | 2-8-2022   | 62ª         |
| 2022     | 4,45 m | Auckland   | 19-3-2022  | 62ª         |
| 2022     | 4,45 m | Auckland   | 5-2-2022   | 62ª         |
| 2021     | 4,40 m | Auckland   | 11-12-2021 | 79ª         |
| 2020     | 4,50 m | Auckland   | 21-11-2020 | 38ª         |
| 2019     | 4,11 m | Napoli     | 11-7-2019  | 254ª        |
| 2018     | 4,20 m | Auckland   | 25-3-2018  | 178ª        |
| 2017     | 4,05 m | Auckland   | 28-10-2017 | 332ª        |
| 2016     | 4,00 m | Auckland   | 3-12-2016  | 380ª        |
| 2015     | 3,75 m | Sydney     | 12-3-2015  | 814ª        |
| 2014     | 3,50 m | Whanganui  | 6-12-2014  | 1507ª       |
| 2014     | 3,50 m | Auckland   | 29-11-2014 | 1507ª       |
| 2014     | 3,50 m | Auckland   | 18-10-2014 | 1507ª       |

## Palmarès
| Anno | Manifestazione                | Sede       | Evento           | Risultato      | Prestazione | Note  |
| ---- | ----------------------------- | ---------- | ---------------- | -------------- | ----------- | ----- |
| 2018 | Mondiali under 20             | Tampere    | Salto con l'asta | 19ª (q)        | 3,95 m      |       |
| 2019 | Campionati oceaniani          | Townsville | Salto con l'asta | 4ª             | 4,10 m      | [ 2 ] |
| 2019 | Campionati oceaniani under 20 | Townsville | Salto con l'asta | Oro            | 4,10 m      | [ 2 ] |
| 2019 | Universiadi                   | Napoli     | Salto con l'asta | 10ª            | 4,11 m      |       |
| 2022 | Campionati oceaniani          | Mackay     | Salto con l'asta | Argento        | 4,40 m      |       |
| 2022 | Mondiali                      | Eugene     | Salto con l'asta | Qualificazione | nm          |       |
| 2022 | Giochi del Commonwealth       | Birmingham | Salto con l'asta | Bronzo         | 4,45 m      |       |
| 2023 | Mondiali                      | Budapest   | Salto con l'asta | 18ª (q)        | 4,50 m      |       |
| 2024 | Giochi olimpici               | Parigi     | Salto con l'asta | 12ª            | 4,60 m      |       |
| 2025 | Mondiali indoor               | Nanchino   | Salto con l'asta | 9ª             | 4,45 m      |       |

## Campionati nazionali
- 3 volte campionessa neozelandese assoluta del salto con l'asta (2018, 2020, 2021)
- 1 volta campionessa neozelandese under 20 del salto con l'asta (2018)
- 2 volte campionessa neozelandese under 18 del salto con l'asta (2015, 2016)

2015
- Oro ai campionati neozelandesi under 18, salto con l'asta - 3,70 m

2016
- Oro ai campionati neozelandesi under 18, salto con l'asta - 3,80 m
- Argento ai campionati neozelandesi under 20, salto con l'asta - 3,55 m

2017
- Argento ai campionati neozelandesi under 18, salto con l'asta - 3,81 m
- Argento ai campionati neozelandesi under 20, salto con l'asta - 3,95 m

2018
- Oro ai campionati neozelandesi under 20, salto con l'asta - 4,00 m
- Oro ai campionati neozelandesi assoluti, salto con l'asta - 4,15 m

2019
- Argento ai campionati neozelandesi assoluti, salto con l'asta - 4,00 m
- Argento ai campionati neozelandesi under 20, salto con l'asta - 3,97 m

2020
- Oro ai campionati neozelandesi assoluti, salto con l'asta - 4,25 m

2021
- Oro ai campionati neozelandesi assoluti, salto con l'asta - 4,15 m

2022
- Argento ai campionati neozelandesi assoluti, salto con l'asta - 4,25 m

2023
- Bronzo ai campionati neozelandesi assoluti, salto con l'asta - 4,46 m

2024
- Argento ai campionati neozelandesi assoluti, salto con l'asta - 4,39 m

## Altre competizioni internazionali
2024
- 8ª al Meeting international Mohammed VI d'athlétisme ( Marrakech), salto con l'asta - 4,45 m